# 1908-as magyar asztalitenisz-bajnokság
Az 1908-as magyar asztalitenisz-bajnokság a negyedik magyar bajnokság volt. A bajnokságot április 1. és 5. között rendezték meg Budapesten, a MAFC rendezésében.
Bár a bajnokokat tartalmazó források (pl. A magyar sport kézikönyve, Asztalitenisz történelem számokban I.) szerint 1908-tól rendeztek férfi párosok részére bajnokságot, de a Nemzeti Sport 1909.03.20-i, a Pesti Napló 1909.03.17-i és Az Ujság 1909.03.19-i kiadásai alapján 1909-ben írták ki először.

## Eredmények
| Versenyszám  | Arany              | Arany | Ezüst             | Ezüst | Bronz                  | Bronz |
| ------------ | ------------------ | ----- | ----------------- | ----- | ---------------------- | ----- |
| Férfi egyéni | László Albert MAFC |       | Freund Dezső MAFC |       | Roheim Géza Nemzeti VC |       |